# La odisea de Alice
La odisea de Alice (en francés, Fidelio, l'odyssée d'Alice) es una comedia dramática francesa realizada por Lucie Borleteau, estrenada en 2014. En el Festival de Cine Europeo des Arcs en 2014, la película ganó el premio de la Prensa.

## Sinopsis
Alice, 30 años, trabaja como marino. Deja a Félix, su pareja, en tierra firme y se embarca como mecánica en un viejo cargo, el Fidelio. A bordo, descubre que está allí para reemplazar a un hombre que acaba de morir. También descubre al verdadero Gaël, su primer amor y también marinero en el Fidelio, y que ahora dirige la nave.

## Ficha técnica
- Título original: Fidelio, l'odyssée d'Alice
- Título español: La odisea de Alice
- Realización: Lucie Borleteau
- Guion: Lucie Borleteau, Clara Bourreau y Mathilde Boisseleau
- Montaje: Guy Lecorne
- Ayte. de dirección: Benjamin Papin
- Fotografía: Simon Beaufils
- Música: Thomas de Pourquery
- Vestuario: Sophie Bégon
- Maquillaje: Wally Diawara
- Productor: Pascal Caucheteux y Marine Arrighi de Casanova
  - Coproductor: Olivier Père
  - Productor ejecutivo: Isabelle Tillou
- Sociedades de producción: Why Not Productions y Aspara Films
  - Coproducción: Arte France Cinéma
- Distribución: Pyramide Distribution
- País de origen: Francia
- Lenguas: Francés, Rumano, Inglés, Tagalo, Noruego
- Género: Comedia dramática
- Duración: 95 minutos
- Fechas de salida:
  - Francia 24 de diciembre de 2014 (10 años)

## Reparto
- Ariane Labed: Alice
- Melvil Poupaud: Gaël
- Anders Danielsen Lie: Félix
- Pascal Tagnati: Antoine
- Corneliu Dragomirescu: Constantin
- Jean-Louis Coulloc'h: Barbereau
- Bogdan Zamfir: Vali
- Nathanaël Maïni: Frédéric
- Laure Calamy: Nadine Legall
- Jan Privat: Patrick Legall
- Vimala Pons: la hermana de Sarah
- Moussa Coulibaly: el agente marítimo sénégalés

## Nominaciones
- Festival internacional de cine de Locarno 2014: Léopard de oro Concorso internazionale para La odisea de Alice.
- Premios Lumières 2015: Mejor actriz revelación para Ariane Labed.
- Premios César de cine 2015: 
  - Mejor ópera prima
  - Mejor actriz revelación para Ariane Labed

## Premios y distinciones
- Festival internacional de cine de Locarno 2014: premio Léopard para la mejor interpretación femenina para Ariane Labed.
- Festival internacional de cine de La Roche-sur-Yon: Mención especial del jurado para Ariane Labed.
- Festival de cine europeo des Arcs 2014: Premio de la Prensa.